# Vritz
Vritz è un ex comune francese di 745 abitanti situato nel dipartimento della Loira Atlantica nella regione dei Paesi della Loira. Dal 1º gennaio 2018 è accorpato a Bonnœuvre, Maumusson, Saint-Mars-la-Jaille, Saint-Sulpice-des-Landes per formare il nuovo comune di Vallons-de-l'Erdre di cui è divenuto comune delegato.

## Storia

### Simboli
Il comune ha adottato lo stemma della famiglia de L'Espéronnière, signori di Vritz (XVIII sec.).
 Il campo di armellino ricorda la storica appartenenza della città al Ducato di Bretagna.

## Società

### Evoluzione demografica
Abitanti censiti